# Музей современного искусства (Мерано)
Музей современного искусства «Kunst Meran» (нем. kunst Meran, итал. Merano Arte) — художественная галерея в южно-тирольском городе Мерано, открытая в 2001 году; музейное здание является памятником архитектуры — его перепланировка производилась в 2000—2001 годах по проекту архитектурного бюро «Höller & Klotzner — Architekten»; общая выставочная площадь составляет 500 м²; в галерее есть зал для проведения общественных мероприятий, рассчитанный на 70 человек.

## История и описание
Музей современного искусства «Kunst Meran» расположен в здании «Haus der Sparkasse», признанном памятником архитектуры города Мерано — его ремонт и перепрофилирование в галерею современного искусства были проведены по проекту архитектурного бюро «Höller & Klotzner — Architekten» в 2000—2001 годах. Музейным зданием владеет банк «Südtiroler Sparkasse AG». Галерея использует свои выставочные площади в 500 м² для проведения временных экспозиций; в здании также располагается квартира-студия (на третьем этаже), кафетерий и музейный магазин (на первом этаже); кроме того здесь расположен и конференц-зал на 70 человек.
Ассоциация «Kunst Meran» видит себя платформой (форумом) в области изобразительного искусства, фотографии, архитектуры, экспериментальной музыки, литературы, новых медиа и коммуникационных технологий. Программа предназначена как для привлечения широкой общественности в сферу современного искусства, так и для продвижения местных художников на международной арт-сцене. Трансграничное сотрудничество с аналогичными учреждениями внутри страны и за рубежом является частью политики музея.
Сама ассоциация «artForum Gallery — Forum Modern Art Merano» была основана в 1996 году 14 местными любителями искусства. Галерея «ArtGallery Raffl», принадлежавшая Герте Вольф Торглер, имела значительное влияние на формирование идеи создания музея — в период с 1992 по 1995 год её помещения служили местом сбора заинтересованных горожан. Расширение программы в 1998 году заставило руководство ассоциации искать новое место для художественных выставок: здание банка «Südtiroler Sparkasse» являлось одной из наиболее перспективных площадок. Оно было восстановлено для выставочных целей на средства самого банка и сдана им в аренду ассоциации. 26 октября 2001 года, после реконструкции, состоялось торжественное открытие нового музея: выставкой-открытием стала экспозиция «Kunst und Kur — Ästhetik der Erholung», кураторами которой выступили Дитер Ронте, Карл Эйгнер и Андреа Домесле. Кроме того, в здании разместилась и ассоциация современного искусства «across», созданная местными институтами. С декабря 2004 года музей является членом итальянской ассоциации «AMACI».